# L'Equipe (canal de televisión)
L'Équipe es un canal de televisión temático nacional francés gratuito que pertenece al grupo Groupe Amaury, que emite tanto en la TDT francesa como por satélite, cable e IPTV. Comenzó sus emisiones en todas las plataformas excepto la TNT el 31 de agosto de 1998 con el nombre de L'Équipe TV. Sus emisiones en abierto en la TNT no comenzaron hasta el 12 de diciembre de 2012.

## Historia
El lanzamiento tuvo lugar el 31 de agosto de 1998 a las 18 horas con información deportiva.

### 2012
Tras el anuncio de la convocatoria de emisión de seis nuevos canales nacionales en alta definición en la TNT, el consejo Superior Audiovisual de Francia convocó una audición el miércoles 5 de marzo de 2012 a las 9:30 para que los medios interesados presenten sus propuestas. El Grupo Amaury presentó un único proyecto de televisión con el nombre de L'Equipe 21, rebautizado para la ocasión como L'Equipe HD. La cadena está apoyada por el Comité Olímpico y Deportivo Nacional y las sociedades de carreras de caballos franceses en detrimento del otro proyecto de canal de deportes llamado RMC Sport HD presentado por el grupo audiovisual NextRadioTV.
El 27 de marzo de 2012, el CSA anunció que el proyecto de L'Équipe HD había sido seleccionado para formar parte de los seis nuevos canales de TNT HD. El 25 de julio de 2012 el CSA le otorgó el canal 21 para su emisión. El grupo Amaury decidió entonces cambiarle el nombre a L'Équipe 21 el 14 de noviembre de 2012.
La cadena se beneficia de la colaboración con el diario L'Équipe, del mismo grupo, que comparte locales en Boulogne-Billancourt, algunos periodistas de este último son también colaboradores del canal de televisión.

### 2013
En septiembre de 2013, la cadena volvió a cambiar su parrilla de programación. De esta forma los fines de semana, la cadena emite una matinal en directo todos los sábados y domingos. Durante la semana, se crea un nuevo programa que se especializa en fútbol. Un programa de entrevistas y debate se puso en marcha y también se emite L'Équipe Investigation, un programa de investigación relacionado con el deporte.

### 2014
En septiembre de 2014, bajo la dirección de Xavier Spender la cadena vuelve a modificar su parrilla de programación.
- Sport Confidentiel : Un programa de reportajes presentado por Gaëlle Millon (los jueves en prime-time)
- L'Équipe Type : El nuevo programa de fútbol de la cadena. Emitido todos los días de la semana, de lunes a jueves presentado por Jean-Christophe Drouet y Pierre Nigay los viernes y fines de semana.
- On va s'en mêler : Programa de rugby emitido el domingo a las 17:45, presentado por Benoit Cosset con Eric Blanc, Cécile Grès y otros colaboradores reconocidos como Daniel Herrero y Christophe Dominici.
- Prolongations : Emisión de un programa de baloncesto los viernes a las 20:10 presentado por Gaëlle Millon en colaboración con Richard Dacoury.
- SportBuzz : Un magacín presentado por Claire Arnoux
- Frères de Sport : Bixente Lizarazu produce documentales de diversas disciplinas, que son seguidos por un debate en plató.
- Zap21 : Zapping de momentos insolitos de la semana, presentado por Raphael Sebaoun.
- Le Sport fait sa Pub : Programa sobre las mejores campañas publicitarias relacionadas con el deporte presentado por Claire Arnoux.
- Ultimate Rush : Una noche de deportes extremos presentado por Clio Pajczer

Y retransmisiones deportivas : La Liga de campeones de hockey sobre hielo y los partidos de Briançon. La cadena también ofrecerá la Euroliga de baloncesto con los partidos de equipos franceses desde la mitad de octubre. La cadena también ofrece muchas peleas de boxeo Wladimir Klitschko, incluyendo, Gennady Golovkin y Jean-Marc Mormeck.

### 2015
En enero de 2015, la cadena anunció la emisión en directo de la temporada completa 2015 de WRC por primera vez en la televisión en abierto en Francia.
También, emitió el torneo europeo de baloncesto en Montpellier (20-21 de septiembre) y un partido benéfico organizado por Tony Parker. Y los deportes Olímpicos, Rallycross y otros eventos a lo largo de la temporada.
El 2 de mayo de 2015, L'Équipe 21 emitió High Side, una emisión presentada por dos periodistas de la revista Moto et Motards.
En junio de 2015 la cadena retransmite la 79.ª edición del Tour de Suiza además de la primera edición de los Juegos Europeos. En esta ocasión, L'Équipe 21 consiguió su mejor audiencia histórica con una cuota de pantalla del 0,8 %.

### 2016
L'Équipe 21 evoluciona y finalmente despega en términos de audiencia consiguiendo en enero de 2016 su mejor audiencia y siendo el primer canal de deportes de la Televisión Digital Terrestre francesa.

## Programación
L'Équipe 21 propone una programación construida en torno a los acontecimiento deportivos en directo, la información, documentales y programas deportivos. Los acontecimientos más importantes de la cadena en términos de información son:
Durante la semana : L'Équipe du Matin, Menú Sport, Prolongations, L'Équipe Type 5, L'Équipe du soir;
El fin de semana :  L'Équipe du Matin Week-end, SportBuzz, L'Équipe du Week-End
Unos meses después de su lanzamiento, el canal comienza a emitir algunos eventos deportivos, los deportes más conocidos (Rugby, Fútbol), otros menos importantes (Campeonato Mundial de Squash, tenis de mesa, ...), este último siendo emitido con el apoyo del Comité Nacional Olímpico y deportivo francés.
La cadena emitió para la celebración de los 15 años del título mundial de la selección de fútbol de Francia, los 7 partidos jugados por los Bleus durante la copa del mundo de fútbol de 1998.
Para la Copa del Mundo de la FIFA 2014, la cadena prepara un dispositivo especial con las emisiones de (L'Équipe du Brésil, Bonjour Rio, ...) además de la emisión de la mayoría de los partidos.

## Organización

### Dirigentes
- Director general : Cyril Linette
- Director de L'Équipe 21 : Arnaud de Courcelles
- Director de recursos humanos : Alexandra Braud
- Director de Adquisiciones: Nicolas Manissier

### Periodistas y presentadores
- Damien Albessard
- Patrice Boisfer (L'Équipe du matin)
- Sonia Carneiro (L'Équipe Type)
- Guillaume Claret
- Benoit Cosset]] (On va s'en mêler)
- Andréa Decaudin
- Jean-Christophe Drouet]] (L'Équipe Type)
- Nathan Franchi
- Stéphane Lelong
- Olivier Ménard (L'Équipe du Soir)
- Gaëlle Millon
- Pierre Nigay (futbol y L'Équipe type)
- France Pierron (Menú sport)
- Xavier Richefort
- Christian Rousse
- Raphaël Sebaoun (L'Équipe du matin)
- Perrine Storme (L'Équipe du matin y L'Équipe Enquête)
- Sébastien Tarrago
- David Cozette

### Colaboradores
- Jean-François Bernard
- Romarin Billong
- Éric Blanc (On va s'en mêler y l'Équipe du Soir)
- Éric Boyer
- Fabien Cailler
- Richard Dacoury
- Damien Degorre
- Christophe Denis
- Leslie Djhone
- Christophe Dominici
- Vincent Guérin
- Frédéric Lecanu
- Marc Libbra
- Johan Micoud
- Alain Penaud
- Cédric Pioline
- Sarah Pitkowski
- Jonathan Zwikel

## Audiencias
En enero de 2016, la cadena consiguió sus mejores audiencias con entre otras la emisión de la ceremonia de entrega del FIFA Balón de Oro 2015, del torneo de clasificación olímpico masculino para los Juegos Olímpicos de Río de Janeiro 2016 y de la Copa del mundo de biatlón 2015-2016.
| Año  | Enero | Febrero | Marzo | Abril | Mayo  | Junio | Julio | Agosto | Septiembre | Octubre | Noviembre | Diciembre | Media anual |
| ---- | ----- | ------- | ----- | ----- | ----- | ----- | ----- | ------ | ---------- | ------- | --------- | --------- | ----------- |
| 2012 | –     | –       | –     | –     | –     | –     | –     | –      | –          | –       | –         | 0,2 %     | 0,2 %       |
| 2013 | 0,2 % | 0,2 %   | 0,2 % | 0,2 % | 0,2 % | 0,3 % | 0,2 % | 0,3 %  | 0,3 %      | 0,3 %   | 0,3 %     | 0,3 %     | 0,2 %       |
| 2014 | 0,3 % | 0,3 %   | 0,3 % | 0,4 % | 0,5 % | 0,7 % | 0,5 % | 0,4 %  | 0,4 %      | 0,4 %   | 0,4 %     | 0,5 %     | 0,4 %       |
| 2015 | 0,5 % | 0,4 %   | 0,5 % | 0,5 % | 0,5 % | 0,8 % | 0,5 % | 0,6 %  | 0,6 %      | 0,5 %   | 0,5 %     | 0,7 %     | 0,6 %       |
| 2016 | 0,9 % | 0,7 %   | 0,9 % | 0,9 % | 1,0 % | 1,1 % | 1,1 % | 0,8 %  | 1,0 %      | 0,9 %   | 0,9 %     | 1,0 %     | 1,1 %       |

Source : Médiamétrie
Leyenda :
Fondo verde : Mejor resultado histórico.
Fondo rojo : Peor resultado histórico.